# Горло Белого моря

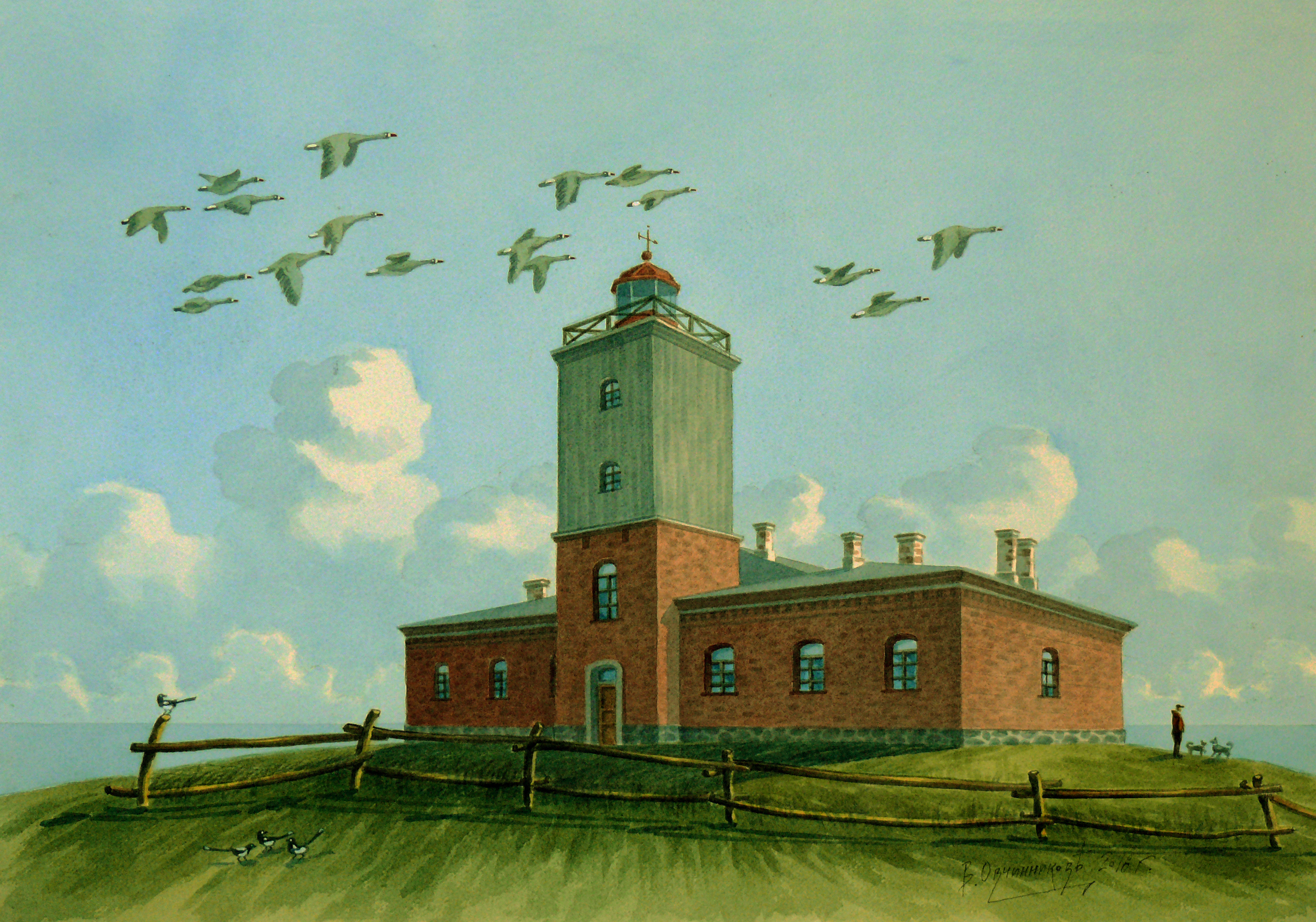
«Маяк Инцы (Инецкий маяк), Белое море».
Картина В. И. Овчинникова

Го́рло Бе́лого мо́ря или Го́рло — пролив в Белом море, отделяет Терский берег Кольского полуострова в Мурманской области от Зимнего берега в Архангельской области. Соединяет основной бассейн Белого моря с Воронкой, соединяющей Белое море с Баренцевым.
Длина 160 км. Ширина от 46 до 93 км. Глубина в основном менее 100 м. Наибольшая глубина 130 м.
В проливе располагается остров Сосновец. У выхода в Воронку находится остров Моржовец. На побережье выделяются мысы Красный, Бабий Нос, Никодимский (Терский берег) и Воронов, Олений Нос, Мегорский Нос, Инцы, Медвежий (Зимний берег). Зимний берег высокий, обрывистый; Терский — пологий, болотистый.
Течения в проливе направлены на север и имеют скорость около 1 км/ч. Значительные приливно-отливные течения. В зимнее время покрывается плавучим льдом.
Горлом на севере России называют пролив, соединяющий внутреннее море или залив с внешним морем, отсюда и название.
В проливе развит промысел морской рыбы и гренландского тюленя. На берегу пролива располагаются населённые пункты Маяк Никодимский, Сосновка (Терский берег) и Вепревский, Нижняя Золотица, Това, Инцы, Ручьи, Мегра, Майда, Вороновский (Зимний берег).